# Anatoliusz
Anatoliusz – imię męskie pochodzenia greckiego, oboczny wariant imienia Anatol.
Anatoliusz imieniny obchodzi 20 marca.